# Johann Palisa
Johann Palisa (Troppau, 6 de desembre de 1848 - Viena, 2 de maig de 1925) fou un astrònom austrohongarès, nascut a Troppau, Silèsia austríaca, actual República Txeca. Va ser un descobridor prolífic d'asteroides, descobrint 122 en total, des de (136) Àustria el 1874 fins al (1073) Gellivara el 1923. Alguns dels seus notables descobriments inclouen (153) Hilda, (216) Kleopatra, (243) Ida, (253) Mathilde, (324) Bamberga i l'asteroide proper a la Terra (719) Albert. Palisa va fer els seus descobriments sense l'ajuda de la fotografia, i encara és el descobridor visual d'asteroides (sense utilitzar l'astrofotografia) més reixit de tots els temps. Va ser guardonat amb el Premi Valz de l'Acadèmia de les Ciències francesa el 1906.
L'asteroide (914) Palisana (descobert per Max Wolf el 1919), i el cràter lunar Palisa van ser nomenats en honor seu.

## Biografia
Palisa va néixer el 6 de desembre de 1848 a Troppau, Silèsia austríaca (actualment anomenada Opava a la República Txeca). De 1866 a 1870, Palisa va estudiar matemàtiques i astronomia a la Universitat de Viena. Es va graduar el 1884. Malgrat això, el 1870 va ser assistent a l'observatori de la Universitat i un any després va obtenir una plaça a l'Observatori de Ginebra (cod. 517). Uns anys més tard, el 1872, als 24 anys, Palisa es va convertir en el director de l'Observatori Naval de Pula (cod.538). Mentre estava a Pula, va descobrir el seu primer asteroide, el (136) Àustria, el 18 de març de 1874. Juntament amb aquest, va descobrir vint-i-set planetes menors i un cometa. Durant la seva estada a Pula, va utilitzar un petit telescopi refractor de sis polzades per ajudar a la seva investigació.
Palisa es va convertir en director de l'observatori de Pula, amb el rang de comandant, fins al 1880. El 1880, Palisa es va traslladar al nou Observatori de Viena (cod. 045). En aquest observatori va descobrir 94 cometes per mitjans visuals.

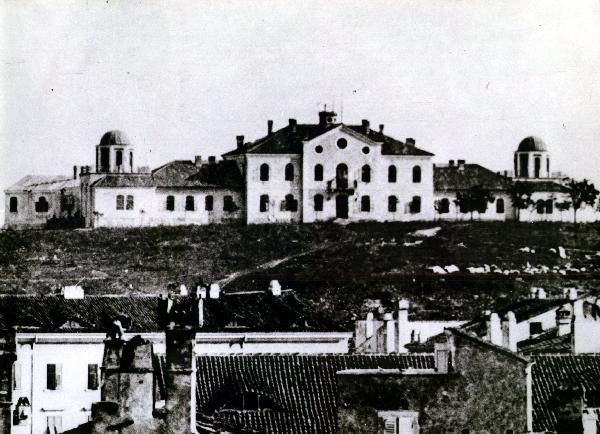
Observatori Naval de Pula, 1871
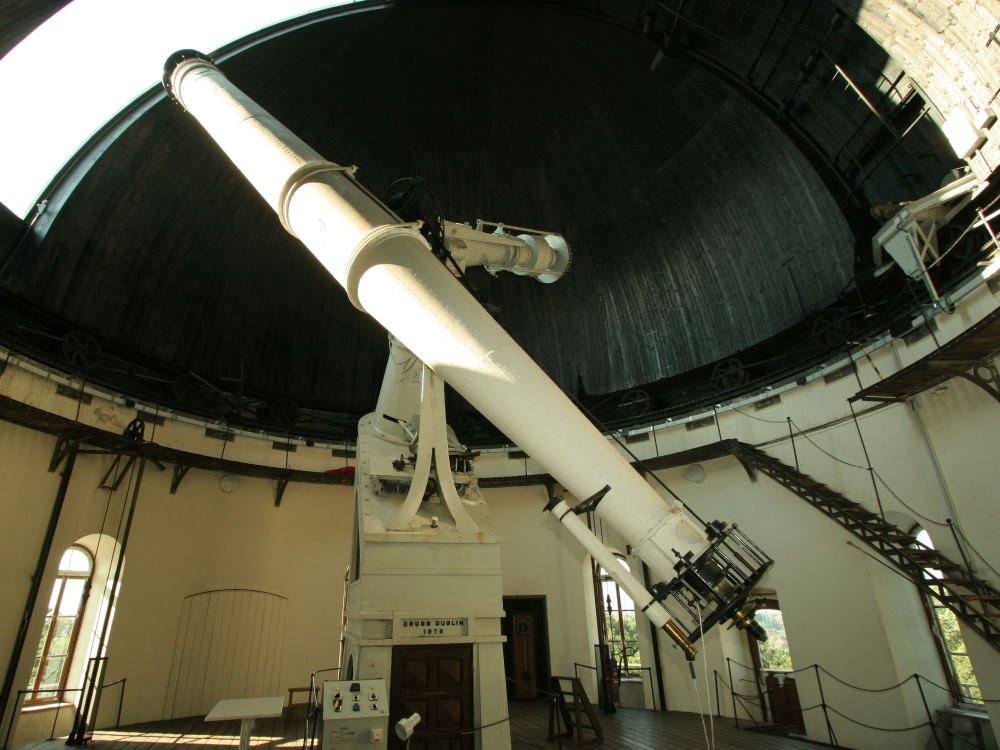
El telescopi refractor de 68 cm (27 in) de l'Observatori de la Universitat de Viena

El 1883 es va unir a una expedició francesa a l'illa Carolina per observar l'eclipsi solar del 6 de maig de 1883. Durant l'expedició, es va unir a observacions per a la recerca de l'hipotètic planeta Vulcà, a més de recollir mostres d'insectes per al Museu de Viena de Història Natural. En memòria d'aquesta expedició, va nomenar l'asteroide (235) Carolina per l'illa de Caroline.
El 1885, Palisa va oferir vendre els drets d'anomenament d'alguns dels planetes menors que va descobrir, per tal de finançar els seus viatges per observar l'eclipsi solar del 29 d'agost de 1886. Tot i així, va vendre un nombre reduït d'aquests drets d'anomenament, i segons sembla no va anar.
Palisa i Max Wolf van treballar junts per crear el primer atles d'estrelles creat amb plaques fotogràfiques, el Palisa-Wolf Sternkarten, publicat el 1899, 1902, i 1908. El 1908, Palisa va publicar el Sternenlexikon, mapejant els cels des de declinacions -1° a +19°. Aquell mateix any, es va convertir en el vicerector de l'Observatori de Viena. Es va retirar de les funcions administratives el 1919, però va mantenir els drets d'observació. Palisa va continuar descobrint asteroides fins al 1923.
Palisa va morir a Viena el 2 de maig de 1925 d'un infart de miocardi.

## Descobriments
Entre 1874 i 1923, Palisa va descobrir 122 asteroides que van des del (136) Àustria fins al (1073) Gellivara, i el molt de temps després enumerat asteroide que creua l'òrbita de Mart (14309) Defoy (veure taula següent). Va fer els seus descobriments a l'Observatori Naval Austríac de Pula i a l'Observatori de Viena. També va descobrir el cometa parabòlic C/1879 Q1 l'agost de 1879.
- (136) Àustria, 18-03-1874
- (137) Meliboea, 21-04-1874
- (140) Siwa, 13-10-1874
- (142) Polana, 28-01-1875
- (143) Adria, 23-02-1875
- (151) Abundantia, 01-11-1875
- (153) Hilda, 02-11-1875
- (155) Scylla, 08-11-1875
- (156) Xanthippe, 22-11-1875
- (178) Belisana, 06-11-1877
- (182) Elsa, 07-02-1878
- (183) Istria, 08-02-1878
- (184) Dejopeja, 28-02-1878
- (192) Nausica, 17-02-1879
- (195) Euriclea, 19-04-1879
- (197) Arete, 21-05-1879
- (201) Penelope, 07-08-1879
- (204) Kallisto, 08-10-1879
- (205) Martha, 13-10-1879
- (207) Hedda, 17-10-1879
- (208) Lacrimosa, 21-10-1879
- (210) Isabella, 12-11-1879
- (211) Isolda, 10-12-1879
- (212) Medea, 06-02-1880
- (214) Aschera, 29-02-1880
- (216) Kleopatra, 10-04-1880
- (218) Bianca, 04-09-1880
- (219) Thusnelda, 30-09-1880
- (220) Stephania, 19-05-1881
- (221) Eos, 18-01-1882
- (222) Lucia, 09-02-1882
- (223) Rosa, 09-03-1882
- (224) Oceana, 30-03-1882
- (225) Henrietta, 19-04-1882
- (226) Weringia, 19-07-1882
- (228) Agathe, 19-08-1882
- (229) Adelinda, 22-08-1882
- (231) Vindobona, 10-09-1882
- (232) Russia, 31-01-1883
- (235) Carolina, 28-11-1883
- (236) Honoria, 26-04-1884
- (237) Coelestina, 27-06-1884
- (239) Adrastea, 18-08-1884
- (242) Kriemhild, 22-09-1884
- (243) Ida, 29-09-1884
- (244) Sita, 14-10-1884
- (248) Lameia, 05-06-1885
- (250) Bettina, 03-09-1885
- (251) Sophia, 04-10-1885
- (253) Mathilde, 12-11-1885
- (254) Augusta, 31-03-1886
- (255) Oppavia, 31-03-1886
- (256) Walpurga, 03-04-1886
- (257) Silesia, 05-04-1886
- (260) Huberta, 03-10-1886
- (262) Valda, 03-11-1886
- (263) Dresda, 03-11-1886
- (265) Anna, 25-02-1887
- (266) Aline, 17-05-1887
- (269) Justitia, 21-09-1887
- (273) Atropos, 08-03-1888
- (274) Philagoria, 03-04-1888
- (275) Sapientia, 15-04-1888
- (276) Adelheid, 17-04-1888
- (278) Paulina, 16-05-1888
- (279) Thule, 25-10-1888
- (280) Philia, 29-10-1888
- (281) Lucretia, 31-10-1888
- (286) Iclea, 03-08-1889
- (290) Bruna, 20-03-1890
- (291) Alice, 25-04-1890
- (292) Ludovica, 25-04-1890
- (295) Theresia, 17-08-1890
- (299) Thora, 06-10-1890
- (301) Bavaria, 16-11-1890
- (304) Olga, 14-02-1891
- (309) Fraternitas, 06-04-1891
- (313) Chaldaea, 30-08-1891
- (315) Constantia, 04-09-1891
- (320) Katharina, 11-10-1891
- (321) Florentina, 15-10-1891
- (324) Bamberga, 25-02-1892
- (326) Tamara, 19-03-1892
- (569) Misa, 27-07-1905
- (583) Klotilde, 31-12-1905
- (652) Jubilatrix, 04-11-1907
- (671) Carnegia, 21-09-1908
- (687) Tinette, 16-08-1909
- (688) Melanie, 25-08-1909
- (689) Zita, 12-09-1909
- (703) Noëmi, 03-10-1910
- (710) Gertrud, 28-02-1911
- (711) Marmulla, 01-03-1911
- (716) Berkeley, 30-07-1911
- (718) Erida, 29-09-1911
- (719) Albert, 03-10-1911
- (722) Frieda, 18-10-1911
- (723) Hammonia, 21-10-1911
- (724) Hapag, 21-10-1911
- (725) Amanda, 21-10-1911
- (728) Leonisis, 16-02-1912
- (730) Athanasia, 10-04-1912
- (734) Benda, 11-10-1912
- (750) Oskar, 28-04-1913
- (782) Montefiore, 18-03-1914
- (783) Nora, 18-03-1914
- (794) Irenaea, 27-08-1914
- (795) Fini, 26-09-1914
- (803) Picka, 21-03-1915
- (827) Wolfiana, 29-08-1916
- (828) Lindemannia, 29-08-1916
- (867) Kovacia, 25-02-1917
- (876) Scott, 20-06-1917
- (902) Probitas, 03-09-1918
- (903) Nealley, 13-09-1918
- (932) Hooveria, 23-03-1920
- (941) Murray, 10-10-1920
- (964) Subamara, 27-10-1921
- (975) Perseverantia, 27-03-1922
- (996) Hilaritas, 21-03-1923
- (1073) Gellivara, 14-09-1923
- (14309) Defoy, 22-09-1908

Un dels seus descobriments va ser el (253) Mathilde, un asteroide tipus C de 50 km del cinturó d'asteroides intermedi, que va ser visitat per la sonda espacial NEAR Shoemaker el 27 de juny de 1997. La sonda robòtica va passar a 1.200 km de Mathilde a les 12:56. UT a 9,93 km/s, retornant les imatges i altres dades que inclouen més de 500 imatges que cobrien el 60% de la superfície de Mathilde. Les naus espacials només han visitat un petit nombre de planetes menors.
Palisa va fer tots els seus descobriments d'asteroides de forma visual. Tot i que Max Wolf havia revolucionat el procés de descobriment d'asteroides mitjançant la introducció de l'astrofotografia a la dècada del 1890, Palisa va continuar confiant en les observacions visuals. El seu descobriment final, el (1073) Gellivara, va ser l'últim asteroide que es va trobar visualment. Johann Palisa continua sent el descobridor d'asteroides de forma visual (no fotogràfic) més reeixit de tots els temps.

## Família

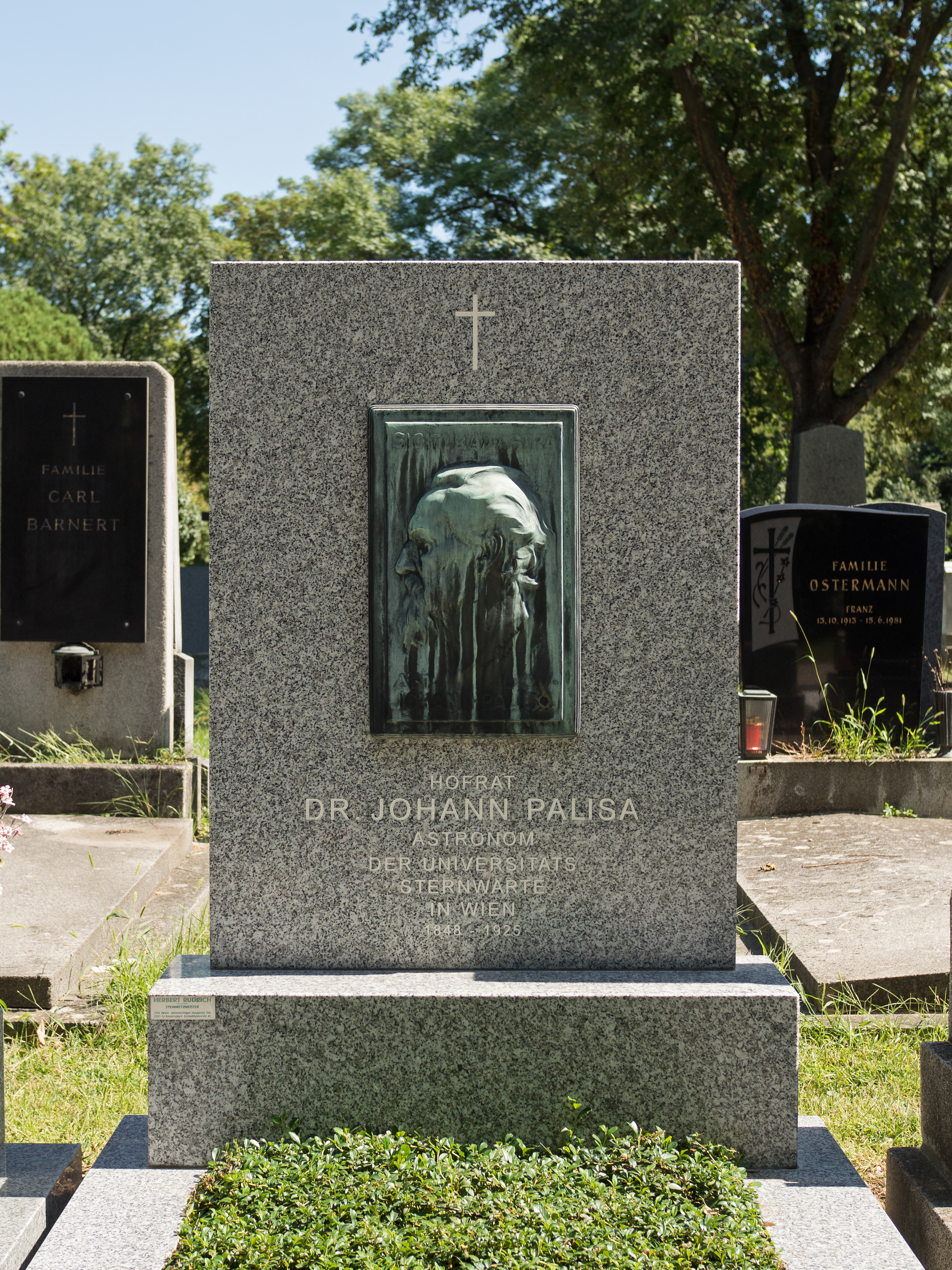
Tomba de l'astrònom Johann Palisa al Cementiri Central de Viena

El 1902 Palisa es va casar amb la seva segona esposa, Anna Benda; l'asteroide (734) Benda rep el nom d'ella, També va nomenar planetes menors amb el nom d'altres membres de la seva família, com per exemple (320) Katharina per la seva mare Katherina, i (321) Florentina per la seva filla Florentina.
La seva neta era Gertrud Rheden, esposa de l'astrònom Joseph Rheden. L'asteroide (710) Gertrud porta el seu nom.

## Premis i honors
El 1876 Palisa va rebre el Premi Lalande.
Palisa va ser guardonat amb el Premi Valz de l'Acadèmia de Ciències de França el 1906.
L'asteroide de la família phocaea (914) Palisana del cinturó principal, descobert per Max Wolf el 1919 i el cràter lunar Palisa van ser nomenats en honor seu. Els planetes menors (902) Probitas, (975) Perseverantia i (996) Hilaritas que va descobrir van rebre els noms després de la seva mort per qualitats relacionades amb ell; adhesió als màxims principis i ideals, perseverança, i feliç o ment alegre. Joseph Rheden va proposar els noms amb el suport de la segona esposa de Palisa, Anna.
El planeta menor (1152) Pawona rep el nom de Johann Palisa i Max Wolf, en reconeixement de la seva cooperació. El nom va ser proposat per l'astrònom suec Bror Ansgar Asplind. Pawona és una combinació de «Palisa» i «Wolf» (Pa, Wo) units amb un sufix femení llatí.